# Elektrosokk-terápia
Az elektrokonvulzív kezelés (ECT, illetve relaxációs elektrosokk, RES), közismert nevén elektrosokk-terápia egy gyógyászati beavatkozás a pszichiátriában. Az 1930-as években, egy római elmegyógyintézetben Dr. Ugo Cerletti kísérletezett a módszerrel páciensein. Ma is használják gyógyszeres kezelésre nem, vagy nem megfelelően reagáló betegek esetében, leggyakrabban unipoláris vagy bipoláris depresszió kezelésére.
A kezelés során a beteget ma már gyakorlatilag minden esetben műtéti altatásban és izomrelaxálásban részesítik a beavatkozás előtt, ami a görcsrohamok közben fellépő sérülések esélyét csökkenti. Az elektromos impulzust többnyire a halántékon két oldalon elhelyezett elektródákra vezetik. Az alkalmazott áramerősség készülékenként változó, 800 mA körüli. Az elektromos impulzus az epilepsziás nagyrohamhoz hasonló görcsrohamot okoz. Megfelelő izomrelaxáció mellett is szükséges a fogak és a nyelv védelme a görcsroham alatt. A kezelés leggyakoribb mellékhatása az átmeneti emlékezetzavar, fejfájás, a fogak sérülése.
A kezelés használatára nagyon szigorú szabályok vonatkoznak. Általában csak akkor vetik be, ha már minden más módszer kudarcot vallott. Elvégzésének feltétele minden esetben a beteg beleegyezése.
Hatásmechanizmusa teljes mértékben nem ismert. Bizonyított, hogy a hatékonyság összefügg a konvulzió időtartamával.
- Benedek István Aranyketrec című önéletrajzi regényében emlékezik egy vidéki elmegyógyintézetben (Intaháza) végzett igazgatói munkájáról. Többek között leírja, hogy itt is altatás nélkül végezték az elektrosokkot, és ő vezette be (Magyarországon egyike volt az elsőknek), hogy altatást alkalmazzanak.

## Története
1934-ben a magyar Meduna László alkalmazott először konvulzív terápiát pszichiátriai kórképek kezelésére, bár ő még nem elektromos árammal, hanem kémiai úton idézett elő görcsöket a páciensekben. A kezelés mozgatórugója az az elmélet volt, miszerint az epilepszia és a szkizofrénia egymással szemben álló betegségek, vagyis epilepsziás roham kiváltásával kezelhetővé válik a szkizofrén beteg. Ezt a hipotézist később megcáfolták, ám a konvulzív kezelés számos pszichiátriai betegségben, például bipoláris zavarban hatékonynak bizonyult.

## Kognitív mellékhatások
Memóriakárosodás: Az ECT kezelés okozta memóriakárosodás megítélésében komoly nehézséget okoz, hogy a kezelés első két indikációját jelentő kórállapot, a depresszió és a szkizofrénia tünettanának is része a memóriazavar.
Anterográd amnézia: Mind unilaterális, mind bilaterális kezelés kapcsán kialakulhat anterográd amnézia, azaz az újonnan megtanult ismeretek hosszútávú memóriába történő rögzítésének a zavara. Az amnézia súlyosságát jelentősen befolyásolja az ECT kezelés és az új ismeretek megtanulása között eltelt idő.
Retrográd amnézia: Retrográd amnézia is mind unilaterális, mind bilaterális kezelés esetén kialakulhat. Unilaterális kezelés mellett ez általában sokkal kisebb mértékű. A görcskezelések számának és gyakoriságának növekedésével az amnézia is fokozódik. Az unilaterális nondomináns stimulálás a nonverbális, míg az unilaterális domináns inkább a verbális memóriafunkciókat érinti.
Az ECT kezelés hosszútávú hatása a memóriára: Az ECT kezelés memóriára gyakorolt hosszútávú hatásának vizsgálatát megnehezíti a páciens szubjektív értékelésének és az objektív teszteredményeknek egymásra gyakorolt kölcsönhatása. Squire és Slater (1983) 6 illetve 9 hónappal az unilaterális és bilaterális ECT kezelést követően nem talált különbséget a paciensek tanulási és megjegyző képességében kontroll csoporttal összehasonlítva. Ennek ellenére a bilaterálisan kezelt betegek 63%-a panaszolt memóriazavart, szemben az unilaterálisan kezelt betegek 30%-os és a kezeletlen betegek 17%-os arányával (Squire és Slater, 1983).
Zavartság: Számos közlemény egybehangzó álláspontja, hogy leggyakrabban bilaterális ECT kezelést követően, ritkábban domináns unilaterális és legritkábban szubdomináns unilaterális kezelés után alakul ki zavartság. A korai közlemények metodikai hiányossága, hogy a zavartságot nem definiálják szabatosan. A későbbiekben a zavartság mérhetővé tétele céljából az orientáció visszatéréséig eltelt időt használták fel a vizsgálatokban. Az így kapott eredmények a korábbiakkal egybevágóan unilaterális kezelés esetén, az orientáció lényegesen gyorsabb visszatérését mutatták, mint bilaterális elektródelhelyezés esetén.
Akut organikus pszichoszindróma: Az ECT okozta akut organikus pszichoszindrómát Kalinowsky írta le. A tünetek az enyhe zavartságtól a súlyos pszichotikus tüneteken át a globális kognitív károsodás tüneteiig húzódnak. Fő tünetei a következők: koncentrálási nehézség, dezorientáció, zavartság, perszeveráció, körülményesség, afázia, apraxia, az arcra és a testre lokalizálódó dysgnosia, hallucinációk és téveszmék.
Nonkonvulzív status epilepticus: Smith és Keepers számoltak be 87 éves depressziós betegük első, jobb oldali unilaterális elektródelhelyezéssel végzett ECT kezelését követően 15 perccel jelentkező GM rohamáról, majd röviddel ezután kialakult jobb féltekei nonkonvulzív status epilepticusáról.
Pszichiátriai mellékhatások: az altatásból magukhoz térve a betegeknél átmeneti tájékozatlanság léphet fel, amely kb. 1 óra hosszáig tarthat. A megjegyző emlékezés is gyengülhet átmenetileg (a beteg elfelejthet időpontokat, neveket, eseményeket, címeket és telefonszámokat). Az emlékezészavarok a legtöbb betegnél néhány nap, vagy 1-2 hét alatt megszűnnek. Hosszú távon az EKT nem károsítja sem az intellektuális készségeket, sem az emlékezést.
Aneszteziológiai szövődmények: bár rendkívül ritkán, de súlyos életveszélyes szövődmények is előfordulhatnak. Ezek gyakorisága olyan csekély, hogy gyakorlatunkban legfeljebb száz évenként jelentkezne egy. A súlyos szövődmények, mint pl. gyógyszer-túlérzékenység, légutak elzáródása, savas gyomortartalom belehelése, életveszélyes felmelegedés, stb. mellett az enyhébb szövődmények gyakorisága nagyobb. Az esetek 20-30%-ban kell számolni például átmeneti rossz közérzettel, hányingerrel, hányással, izomfájdalmakkal, a vénaszúrást követő kisebb kék foltokkal, helyi vénagyulladással. Ritkán de előfordulhat a front fogak sérülése is.

## A kezelés során alkalmazott gyógyszerek
Antikolinerg szerek: Antikolinerg szer alkalmazása részben a kezelés során kialakuló fokozott paraszimpatikotónia kivédésére, valamint az orális szekréció csökkentése céljából javasolt. Magyarországon az atropin használata a legelterjedtebb.
Lidokain: Az anesztetikumok vénafal-irritáló hatása által okozott kellemetlenség kivédhető közvetlen az anesztetikum beadása előtt alkalmazott lidokainnal.
Altatószerek: Az ECT (elektrokonvulzív kezelés) kezelés rövid altatásban történik, amelynek elérésére az ultrarövid hatású intravénás altatószerek használatosak. Ehhez a beavatkozáshoz a legalkalmasabb szer a methohexital. Alternatív szerként alkalmazható propofol, etomidat, vagy thiopentál is.
Izomrelaxánsok: A csont-, ízület- és izomsérülések elkerülése érdekében az ECT (elektrokonvulzív kezelés) kezelést izomrelaxációban kell végezni. Erre a célra a leggyakrabban használt szer a szukcinilkolin.

## A kezelés eredményessége
Bár egy ECT (elektrokonvulzív kezelés) kúrát követően sok betegnél számottevő javulás lép fel, egyértelmű eredményt nem jósolhatunk. Mint egyéb gyógymódok esetében is, az ECT hatására egyesek gyorsan javulnak, mások lassabban, míg néhány beteg egyáltalán nem javul. Még ha teljesnek is tűnik a felépülés, a visszaesés bármikor lehetséges. Az ECT kúrát általában gyógyszeres kezelés követi az ilyen állapotromlások megelőzése céljából.